# Šlomit
Šlomit (hebrejsky שלומית, v oficiálním seznamu sídel Shlomit) je obec a vesnice typu společná osada (jišuv kehilati) založená roku 2011 v Izraeli, v Jižním distriktu v Oblastní radě Eškol.

## Plány na zřízení osady
Je umístěna na okraji písčin Cholot Chaluca, na severozápadním okraji Negevské pouště. Projekt osídlení této pouštní krajiny v červenci 2001 schválila vláda Ariela Šarona. Počítalo se se zřízením pěti nových vesnic včetně města Nicanit. Mělo jít o řetězec osad sledujících egyptsko-izraelskou hranici.
V lokalitě Cholot Chaluca po roce 2005 skutečně vzniklo několik nových osad. Jde o vesnice Nave a Bnej Necarim. Plánovaná výstavba osady Nicanit byla roku 2010 odložena.

## Výstavba osady
Vesnice Šlomit se k roku 2010 uváděla coby sídlo v přípravné fázi.
Prvních osm rodin se zde usadilo 31. srpna 2011. Vesnice je situována jen 700 metrů od hranice s Egyptem. Je součástí Oblastní rady Eškol. Na jejím vzniku se podílela organizace Amana a stát. Prvními obyvateli byla skupina mladých manželských párů vyznávajících náboženský sionismus. Podle údajů ze dne osídlení osady se počítalo do konce roku 2011 se zvýšením populace na 17 rodin a výhledově má mít obec 500 rodin a obsahovat občanskou vybavenost jako nákupní centrum, průmyslovou zónu a vzdělávací instituce. V počáteční fázi ovšem zástavba vesnice sestávala z provizorních mobilních buněk.

## Demografie
Podle údajů z roku 2014 tvořili naprostou většinu obyvatel v Šlomit Židé (včetně statistické kategorie „ostatní“, která zahrnuje nearabské obyvatele židovského původu ale bez formální příslušnosti k židovskému náboženství).
Jde o menší sídlo vesnického typu. K 31. prosinci 2014 zde žilo 179 lidí. Během roku 2014 populace stoupla o 14,7 %.
| Rok            | 2012 | 2013 | 2014 |
| -------------- | ---- | ---- | ---- |
| Počet obyvatel | 96   | 156  | 179  |